# (3106) Morabito
Pour les articles homonymes, voir Morabito.
(3106) Morabito est un astéroïde de la ceinture principale.

## Description
(3106) Morabito est un astéroïde de la ceinture principale. Il fut découvert le 9 mars 1981 à la station Anderson Mesa par Edward L. G. Bowell. Il présente une orbite caractérisée par un demi-grand axe de 3,14 UA, une excentricité de 0,24 et une inclinaison de 14,8° par rapport à l'écliptique.

## Compléments